# Буржуазний націоналізм
У марксистській теорії, буржуа́зний націоналі́зм — це ідеологія панівного капіталістичного класу, що має на меті подолати класове протистояння між пролетаріатом і буржуазією шляхом апеляції до національної єдності. У межах марксизму він розглядається як відволікання від участі в класовій боротьбі та спроба нав'язати інтереси капіталістів пролетаріатові, подаючи їх як «національні інтереси». На міжнародному рівні буржуазний націоналізм спрямований на створення ворожнечі між робітниками різних країн і слугує стратегією «розділяй і володарюй». Буржуазний націоналізм протиставляється лівому націоналізму та пролетарському інтернаціоналізму.
Владні апарати деяких країн Східного блоку використовували термін «буржуазний націоналізм» за межами суто теоретичних положень марксизму, як підставу для репресивних дій щодо осіб чи організацій, чия діяльність що суперечила інтересам керівної партії. 
Буржуазний націоналізм був центральною темою досліджень низки науковців. Грецький соціолог Нікоc Пуланзас у своїх роботах про концепцію «відносної автономії» держави розглядає націоналізм як один із механізмів, за допомогою якого буржуазна держава забезпечує соціальну стабільність і збереження чинного капіталістичного порядку. У працях «Політична влада та соціальний класи» та в «Проблеми капіталістичної держави», Пуланзас висновує, що націоналізм виконуватиме роль клейового елементу, який створює союз між панівним класом і частинами субординованих груп, узгоджуючи інтереси різних соціальних фракцій. 
Історик і громадський діяч української еміграції Панас Феденко у праці «Марксистські і большевицькі теорії національного питання» аналізує роль марксистських концепцій національної ідентичності в Східній Європі, критично оцінюючи централістські підходи. Роботи Георгія Касьянова, зокрема монографія «Теорії нації та націоналізму», містять узагальнений аналіз як класичних, так і сучасних теорій, у тому числі щодо буржуазного націоналізму в історичній перспективі України та Центральної Європи.

## Використання терміна в СРСР
Після Жовтневого перевороту більшовицький уряд, спираючись на марксистську доктрину, згідно з якою всі нації з часом мають зникнути, вважав націоналізм буржуазною ідеологією. З другої половини 1930-х років національна політика Радянського Союзу втратила своє інтернаціональне забарвлення. Ідеологія пролетарського інтернаціоналізму на практиці дедалі частіше поступалася політиці уніфікації.
З поміж інших, Українська РСР, як одна з союзних республік, зберігала формальні ознаки державності, однак фактично залишалася частиною централізованої системи, у межах якої більшість рішень ухвалювались на загальносоюзному рівні. Після ухвалення Конституції СРСР 1977 року принцип федералізму було закріплено на рівні офіційної риторики, але реальний характер управління залишався унітарним.
У радянській політиці поняття «буржуазного націоналізму» було частиною ширшої ідеологічної стратегії, яка включала також терміни на кшталт «буржуазний космополітизм». Ці ярлики використовувались у суспільно-політичному дискурсі, публіцистиці й академічному середовищі як засіб формування негативного ставлення до низки понять і явищ, включно з націоналізмом, греко-католицизмом, патріотизмом тощо. Це визначало і підходи до історичних досліджень, і тематичні рамки радянської гуманітаристики впродовж кількох десятиліть.
До представників «буржуазного націоналізму» відносили широке коло діячів — як консервативних (Борис Аннєнков, Андрей Шептицький), так і марксистських (Володимир Винниченко, Микола Хвильовий). Термін застосовувався незалежно від конкретної ідеологічної позиції, а сам підхід мав загальний характер, спрямований на критику будь-яких форм політичного чи культурного самовираження, що не відповідали офіційній лінії партії. У деяких випадках «український буржуазний націоналізм» ототожнювали з фашизмом, зокрема у радянській історіографії. Критика націоналізму також включала зауваження про несумісність із соціалістичними принципами, такими як відмова від приватної власності, інтернаціональна солідарність тощо.

## У культурі
Галина Тельнюк у 2000 році написала п'єсу «У.Б.Н. (Український буржуазний націоналіст)» про минуле й сучасне феномену «українського буржуазного націоналізму» та його зв'язок з долями реальних людей в історії і тепер. П'єса «У.Б.Н.» — це історія про колишнього політв'язня Зенона (у виконанні Федора Стригуна), який намагається тихо дожити свого віку в компанії спогадів та листів. Але це виявляється неможливим – друзі з минулого, соратники пробують різними способами змусити його знову піти у політику й прикрити своїм незаплямованим ім’ям «брудні» провладні руки. Ще донедавна питання – чи «правильно» бути українським націоналістом – було доволі дискусійним. Після прем'єри у січні 2001 року п'єса отримала чимало контроверсійних відгуків з різних сторін. П'єса виставлялась кілька разів у Києві у 2007 році, і ще раз у Театрі Заньковецької у 2014 році.

## Докладніше дивіться
- Коренізація
- Білоруські буржуазні націоналісти
- Український націоналізм
- Розстріляне відродження
- Сталінські списки
- Пролетарський інтернаціоналізм
- Радянська фразеологія